# NGC 3799
NGC 3799 est une galaxie spirale barrée située dans la constellation du Lion. NGC 3799 a été découverte par l'astronome britannique John Herschel en 1832.

## Caractéristiques
La classe de luminosité de NGC 3799 est II et elle présente une large raie HI. Selon la base de données Simbad, NGC 3799 est une galaxie LINER, c'est-à-dire une galaxie dont le noyau présente un spectre d'émission caractérisé par de larges raies d'atomes faiblement ionisés.

### Distance
Sa vitesse par rapport au fond diffus cosmologique est de 3 659 ± 24 km/s, ce qui correspond à une distance de Hubble de 54,0 ± 3,8 Mpc (∼176 millions d'al).
À ce jour, une mesure non basée sur le décalage vers le rouge (redshift) donne une distance d'environ 47,000 Mpc (∼153 millions d'al). Cette valeur est loin à l'extérieur des valeurs de la distance de Hubble. Notons cependant que c'est avec la valeur moyenne des mesures indépendantes, lorsqu'elles existent, que la base de données NASA/IPAC calcule le diamètre d'une galaxie.

## Paire de galaxies en interaction
NGC 3799 et NGC 3800 sont deux galaxies en interaction gravitationnelle et elles figurent dans l'atlas des galaxies particulières de Halton Arp sous la cote Arp 83. Halton Arp décrit celles-ci comme un exemple de galaxies en présentant un pont de matière entre elles et ayant une brillance de surface élevée.

## Groupe de NGC 3800
La galaxie NGC 3799 fait partie d'un groupe de galaxies qui compte au moins 16 membres, le groupe de NGC 3800. Les autres galaxies du New General Catalogue de ce groupe sont NGC 3768, NGC 3790, NGC 3800, NGC 3801, NGC 3802, NGC 3806, NGC 3827 et NGC 3853. Les autres galaxies du groupe sont UGC 6631, UGC 6653, UGC 6666, UGC 6794, MCG 3-30-33 et MCG 3-30-38.
Abraham Mahtessian mentionne aussi l'existence de ce groupe, mais seules les galaxies NGC 3768, NGC 3790, NGC 3801 et NGC 3827 y figurent. La galaxie NGC 3853 figure dans l'article de Mahtessian, mais sous une autre entrée où elle forme une paire de galaxie avec UGC 6666, désigné comme 1139+1618 (CGCG 1139,7+1648). De même, les galaxies NGC 3799 et NGC 3800 figurent aussi sous une autre entrée dans cet article comme une paire de galaxies.